# Emelie Werkö
Åsa Emelie Werkö, född 27 januari 1974 i Stockholm, är en svensk tidigare barnskådespelerska.
Werkö spelade rollfiguren Fia i AB Svenska Ords satiriska komedi Sopor (1981) och Jenny i Ingmar Bergmans stora familjedrama Fanny och Alexander (1982). Därefter medverkade hon inte i fler filmer.